# مراجع ثلاث

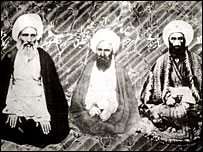
از راست به چپ:آیت‌الله مازندرانی، میرزا حسین خلیلی طهرانی، آخوند خراسانی

مراجع ثلاث یا آیات ثلاث یا ارکان ثلاثه عنوانی است که در جنبش مشروطه ایران به محمد کاظم خراسانی، میرزا حسین خلیلی تهرانی و عبدالله مازندرانی گفته می‌شود. این سه مرجع تقلید از حامیان و رهبران نهضت مشروطه در ایران به حساب می‌آیند.
میرزا حسین خلیلی تهرانی، از شاگردان شیخ مرتضی انصاری و صاحب جواهر بود. بعد از میرزای شیرازی، در نود سالگی، زعامت شیعه را عهده‌دار گردید و با ورود در مسائل سیاسی و اجتماعی، رونق و شکوه فراوانی به مرجعیت داد. وی به همراه آخوند خراسانی در ماجرای عزل (استعفای) اتابک اعظم (عین الدوله) نقش مؤثری داشته‌اند آخوند خراسانی صاحب کفایة الاصول را می‌توان رهبر نهضت مشروطه‌خواهی ایران دانست. وی به همراه عبدالله مازندرانی در مشروطه دوم با صدور بیانیه‌های فراوان در جهت به انحراف کشیده نشدن مشروطه در ایران تلاش کردند.

## اخراج موسیو نوز
در ماجرای ستم‌های مستشاران بلژیکی که موجب خدشه‌دار شدن استقلال اقتصادی و فرهنگی شده بود، آخوند خراسانی، میرزا حسین خلیلی تهرانی و ملا عبداللّه مازندرانی در ۸ ربیع ۱۳۲۳ نامه‌ای به سید عبدالله بهبهانی در تهران نوشتند و از وی و مردم ایران خواستند تا موسیو نوژ (ژوزف نوز) بلژیکی را از کشور بیرون کنند و خلاف‌کاری‌های دولت‌مردان را به اطلاع شاه و مسئولین برسانند.

## در شکل‌گیری مشروطه اول
در هجرت صغری (حضرت عبدالعظیم) و هجرت کبری ـ قم ـ علمای عتبات با تلگراف از وضعیت اطلاع حاصل نموده و اظهار پشتیبانی می‌کنند. نهایتاً علما در سال ۱۲۸۵ شمسی (۱۳۲۴ قمری) موفق به کسب فرمان مشروطه و ایجاد حکومت مشروطیت می‌شوند.
از علمای نجف دربارهٔ حکم شرعی مشروطه استفتا می‌شود. عده‌ای موافقت می‌کنند و دسته‌ای مخالفت نمی‌کنند، یعنی بی‌طرف می‌مانند. میرزا حسین خلیلی تهرانی، اولین شخصی از مراجع بود که مشروطه را امضاء کرد و پس از آن آخوند خراسانی، و ملا عبداللّه مازندرانی از امضاء کنندگان بودند که این سه نفر به مراجع ثلاث حامی مشروطه شهره می‌باشند.
مراجع ثلاث پس از صدور فرمان مشروطیت و افتتاح مجلس شوررای ملی، طی نامه‌ای افتتاح مجلس را تبریک گفتند.
ان قوانین مجلس شورای هی قوانین مقدسه و محترمه و هی فرض علی جمیع المسلمین… و آن الاقدام علی مقاومة المجلس العالی بمنزله الاقدام علی محاربة احکام الدین الحنیف. (همانا قوانین مجلس شورا، قوانین مقدس و محترم است و بر مسلمین اطاعت از آنها واجب است و اقدام در جهت مخالفت با مجلس شورا به منزله اقدام در جهت محاربه با احکام دین حنیف است)

## شکستن استبداد صغیر
پس از آن که محمدعلی‌شاه مجلس را به توپ می‌بندد (۲۳ جمادی‌الاول ۱۳۲۶ قمری)، مراجع نجف اعلامیه‌ای را مبنی بر عدم مشروعیت سلطنت محمد علی شاه صادر می‌کنند:
الیوم همت در رفع این سفاک جبار (محمدعلی شاه) و دفاع از نفوس و اعراض و اموال مسلمین از اهِم واجبات و دادن مالیات به گماشتگان او از اعظم محرمات و بذل جهد در استحکام و استقرار مشروطیت به منزله جهاد در رکاب امام زمان ارواحنا فداه و سر مویی مخالفت و مسامحه به منزله خذلان و محاربه با آن حضرت صلوات الله و سلامه علیه‌است.»
ستارخان با شنیدن حکم علمای نجف کمر همت به اجرای آن بست و در این راه از یاری دوست خود باقر خان نیز بهره برد.
از سوی دیگر بختیاری‌ها که به واسطه حضور نوربخش از سوی حاج آقا نورالله نجفی اصفهانی اختلافات را کنار گذاشته و موفق به فتح اصفهان شدند؛ نیز راهی تهران می‌شوند.

## رساله‌های سیاسی
کتاب مقیم و مسافر اثر حاج آقا نورالله نجفی اصفهانی و کتاب تنبیه‌الامه و تنزیه‌المله اثر محمدحسین نائینی نمایندگی فکری مشروطه مورد حمایت مراجع ثلاث می‌باشند.انتشار احکام و فتاوای مراجع مشروطه‌خواه نجف است. درست از شمارهٔ دوم این روزنامه تا شماره‌های آخر سال نخست آن، تعداد زیادی نامه، تلگراف و فتوا، ابتدا از سه مرجع مشروطه‌خواه نجف؛ یعنی حاج میرزا حسین خلیلی تهرانی، آخوند خراسانی و شیخ عبدالله مازندرانی و بعد از رحلت خلیلی تهرانی، از دو مرجع دیگر، در روزنامة شمس انتشار یافته‌است

## درگذشت مراجع ثلاث
آخوند خراسانی و شیخ عبدالله مازندرانی در انزواء و فشار شدید روانی و سیاسی، در موقعیتی که به تعبیر مازندرانی «خسته و درمانده» و «خائف بر جان خود» بودند، زندگی را بدرود گفتند. در نامه‌ای که شیخ عبدالله مازندرانی در ۲۹ جمادی‌الثانی ۱۳۲۸ به حاجی محمدعلی بادامچی، از تجار مشروطه خواه تبریز، نوشته، شکل‌گیری چنین فضایی را به «انجمن سری»، که بهائیان در آن حضور دارند، نسبت می‌دهد:
... چون مانع از پیشرفت مقاصدشان را فی الحقیقه به ما دو نفر، یعنی حضرت حجت‌الاسلام آقای آیت‌الله خراسانی و حقیر، منحصر دانستند و از انجمن سرّی طهران بعض مطالب طبع و نشر شد و جلوگیری کردیم، لهذا انجمن سری مذکور، که مرکز و به همه بلاد شعبه دارد و بهائیه ـ لعنهم الله تعالی ـ هم محققاً در آن انجمن عضویت دارند و هکذا ارامنه و یک دسته دیگر مسلمانان صورتان غیر مفید به احکام اسلام که از مسالک فاسده فرنگیان تقلید کرده‌اند هم داخل هستند، از انجمن سری مذکور به شعبه[ای] که در نجف اشرف و غیره دارند رأی درآمده که نفوذ ما دو نفر تا حالا که استبداد در مقابل بود نافع و از این به بعد مضر است، باید در سلب این نفوذ بکوشند. مجالس سریه خبر داریم در نجف منعقد گردید.
اشخاص عوامی که به صورت طلبه محسوب می‌شوند در این شعبه داخل و به همین اغراض در نجف اقامت دارند… مکاتباتی به غیر اسباب عادیه به دست آمده که بر جانمان هم خائفیم…

این همه زحمت را برای چه کشیدیم و این همه نفوس و اموال برای چه فدا کردیم و آخر کار به چه نتیجه ضدّ مقصودی به واسطه همین چند نفر خیانتکار دشمن گرفتار شدیم. کشف الله تعالی هذالغمه عن المله. السلام علیکم و رحمةالله برکاته. الأحقر عبدالله المازندرانی.
میرزا حسین خلیلی تهرانی در ابتدای استبداد صغیر در سال ۱۳۲۶ در نجف وفات یافت.آخوند خراسانی در سال ۱۳۲۹ در حین سفر به ایران به‌طور مشکوکی در نجف وفات یافتچون ملا عبدالله مازندرانی دیرتر از دو یار خود درگذشت اصلی‌ترین رهبر مشروطه ساکن در عتبات در سال آخر مشروطه دوم دانسته شد. او توجه خاصی به استقرار نهادهای جدید داشت و آنرا مایه ثبات مشروطیت می‌دانست. وی در سال ۱۳۳۰ در نجف وفات یافت.